# Piscopampa (etnia)
Los piscopampas o pishquwuambas que estaban separados en dos parcialidades: pishquwuambas y siguas fueron una etnia preinca que se distribuyó en la zona norte de la zona de los Conchucos, al este de la región Áncash, en el norte del Perú. Sus orígenes culturales se remontan a los albores del Horizonte Temprano (1000 a. C.), hasta la caída del imperio inca a manos de los conquistadores españoles en la década de 1530 d. C.

## Localización
El grupo piscobamaba abarcaba un territorio extenso y agreste, delimitado al norte por el río Sihuas y al sur por el río Yanamayo, que coincide en parte, con las actuales provincias de Sihua, Provincia de Pomabamba y Luzuriaga.

## Historia

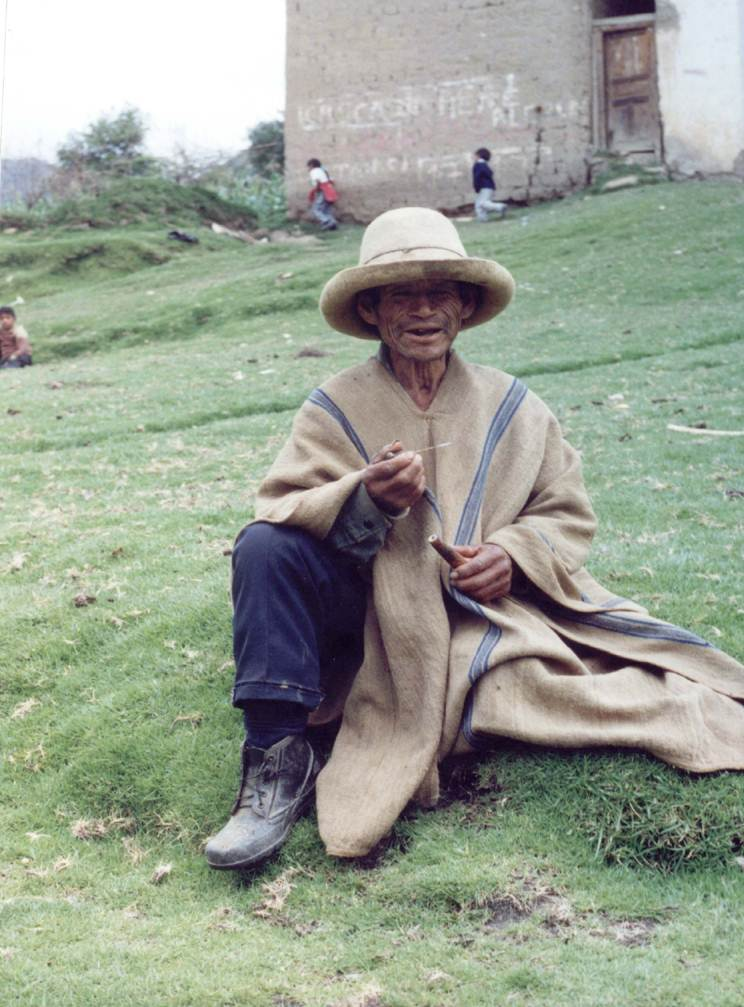
Campesino de Piscobamba

Entre 1490 y 1510, los incas sentaron las bases del sistema de administración civil y territorial cusqueño. Así, el territorio de la primigenia etnia pishquwuamba se dividió en 2 huarangas (grupos de 1000 familias): los pishquwuambas al sur y los siguas al norte, estas parcialidades se componían por varias pachacas, pueblos o caseríos conformados por 100 familias.